# Luis Pérez Meza
Ignacio Pérez Meza (Cosalá, Sinaloa, México, 1917 - Guasave, Sinaloa, México, 9 de junio de 1981), más conocido como Luis Pérez Meza o El Trovador del Campo, fue un cantante, boxeador y actor mexicano.

## Vida
Luis Pérez Meza, cuyo nombre de pila fue Ignacio (lo cambió por el de un hermano prematuramente muerto) nació en La Rastra, municipio de Cosalá, Sinaloa. Las fuentes difieren en cuanto al día de nacimiento (mayo o julio de 1917) hijo de Zenón o Simón Pérez e Isabel Meza.
En 1925 comenzó los estudios en Culiacán y entre 1931 y 1935 realizó sus primeras actuaciones formando parte del dúo "Chico y Nacho" con Francisco Anzures Parra. Compaginó con esta carrera la de boxeador en la que tenía el sobrenombre de Kid Mundial y en la que se le acreditan al menos sesenta nocauts. En 1936 realizó una gira que le llevó por Guadalupe De los Reyes para cantar y a Tijuana, Sonora, Los Mochis, Culiacán, Cosalá y Mazatlán para boxear.
El dúo "Chico y Nacho" se transformó en quinteto al añadirse Francisco Sandoval y sus hermanos Luis y Emilio, grupo al que bautizaron como "Los Parrangos" y que tendría breve duración. A principios de los años 40 debutó como solista en la XESA de Culiacán y Tijuana. En 1943 viajó a México para darse a conocer.
No fueron tiempos fáciles para Luis que tras mucho deambular tocando en bares y fiestas familiares obtuvo el reconocimiento en la XEW, gracias a su inclusión en el programa "Fiesta Ranchera" que conducía Matilde Sánchez, "La Torcacita". Según algunos fue en ese periodo cuando recibió el sobrenombre de El Trovador del Campo, si bien otros aducen que este pseudónimo lo recibió de Pedro de Lille ya en 1952. En esa misma etapa Pérez Meza estudió canto con Beatriz Pizzarni con la idea de debutar en la ópera pues su voz de tenor parecía prometedora. Sin embargo, la música popular lo atrajo y en 1944 se integró como primera voz en el "Cuarteto Metropolitano" de Felipe Bermejo.
En 1945 viajó a las islas de Guam y Iowa de Filipinas y a Hawái para cantar a los militares mexicanos del Escuadrón 201 que participó en la Segunda Guerra Mundial. En mayo de 1946 cambió definitivamente su nombre artístico por el de "Luis Pérez Meza" a sugerencia de los ejecutivos de la XEW. Al año siguiente formó el Trío Culiacán junto con "el Negrumo" y "El Gordo Villarreal" y con el sello RCA Víctor grabó El Charro Alegre y Bonito Montemorelos. Entre 1947 y 1949 vivió en Madrid, donde se le conoció como La voz de oro de América. Fue en ese año que grabó con la misma disquera (RCA Víctor) uno de sus mayores éxitos: El Barzón, canción agrarista, compuesta por Miguel Muñiz y a la cual le hizo el arreglo que la volvió famosa. 
Fue cofundador de la Asociación Nacional de Actores, la ANDA, y filmó en 1948 "Allá en el Rancho Grande" junto con Jorge Negrete, bajo la dirección de Fernando de Fuentes. Felipe Valdez Leal lo contrató para que grabara con el mariachi Vargas, para la Columbia, su primer LP que contiene canciones como La Rondalla, Al morir la tarde y El carro del sol.
Fue en 1951-52 cuando decidió cantar música campirana con Banda sinaloense: las dos primeras canciones que interpretó en ese estilo fueron India bonita y El sauce y la palma. Al mismo tiempo continuó sus apariciones en el cine actuando con Pedro Armendáriz en las películas La Casa Colorada y Juan Charrasqueado. Entre 1958 y 1962, Chano Urueta lo dirigió en otras ocho películas.
A lo largo de su carrera trabajó con los Guamuchileños de Culiacán, El Recodo de Don Cruz Lizárraga, Los Sirolas, Los Quiñónez de La Cruz, la banda de Tepuxta, Los Tierra Blanca, La Costeña y la banda de Porfirio Amarillas. Con la Costeña de Ramón López Alvarado es con la que mantuvo un mayor recorrido artístico pues realizó con ella giras durante más de 15 años. Dado su éxito y su calidad vocal, múltiples compositores crearon canciones especialmente para su voz: Alfonso Esparza Oteo (La Rondalla, Canción del Corazón), Melo Díaz (Que me entierren con la Banda), Ventura Romero (Madrigal), Enrique Sánchez Alonso (El Gallo de Oro), Felipe Bermejo (Al morir la tarde). 
Luis Pérez Meza cantó por última vez en el bar Teacapán de Guasave. Murió el 9 de junio de 1981. Sus restos descansan en el panteón Jardín de la Ciudad de México. Su herencia musical es compartida por su familia pues casi todos sus hermanos -Emilio, Moisés y José Antonio- fueron también cantantes (solo Manuel Pérez Meza, el mayor de los hermanos, no ejerció el canto profesionalmente). Del mismo modo siguieron los pasos artísticos de su padre su hija, Elisa Pérez Meza, a quien en Sinaloa llaman La Trovadora, así como su hijo Jorge Luis Pérez Meza.
Sobre Luis Pérez Meza, la Universidad Pedagógica Nacional publicó en 1992 el libro "Y sigue la yunta andando" de Hernando Hernández, y Difocur-Sinaloa en 2001 "El amor de las Isabeles", de Leonor Mena.

## Filmografía
1. Las cuatro milpas (1960)
2. El hombre del alazán (1959)
3. Cuando se quiere se quiere (1959)
4. Mi adorado salvaje (1952)
5. Mariachis (1950)
6. Allá en el Rancho Grande (1949)
7. Juan Charrasqueado (1948)
8. India Bonita